# تمام شدن ماه عسل
«تمام شدن ماه عسل» (انگلیسی: Honeymoon Fades) ترانه‌ای از خواننده آمریکایی، سابرینا کارپنتر است که در ۱۴ فوریه ۲۰۲۰ به عنوان آخرین انتشار او از طریق هالیوود رکوردز، منتشر شد. این اولین انتشار کارپنتر پس از چهارمین آلبوم استودیویی او به نام منحصربه‌فرد: پرده دوم در ژوئیه ۲۰۱۹ است.